# Tapuaeroa River
Der Tapuaeroa River ist ein Fluss im Osten der Nordinsel Neuseelands.

## Geographie
Er entspringt an der Ostflanke des 1475 m hohen Puketauhinu als Zusammenfluss des Oronui Stream und des Mangamauku Stream. Der Fluss fließt in östlicher Richtung aus der Raukumara Range bis zum Zusammenfluss mit dem Mata River, wo sich beide Flüsse zum Waiapu River vereinigen, der etwa 25 km nordöstlich in den Pazifik mündet.
Als einer der Hauptflüsse des 1734 km² großen Einzugsgebietes des Waiapu River gehört der Tapuaeroa River zu dem Flusssystem der Region Gisborne, welches am stärksten mit Sedimenten belastet ist. Die jährlich ausgetragene Masse beträgt 36 Millionen Tonnen.

## Infrastruktur
Wenige Kilometer östlich der Mündung des Tapuaeroa River liegt die Ortschaft Ruatoria, die über den New Zealand State Highway 35 angeschlossen ist. Vom SH 35 abzweigend folgt die Tapuaeroa Road dem Flusstal bis zur Ansiedlung Pakihiroa.